# 泥柯
泥柯（学名：Lithocarpus fenestratus）为壳斗科柯属的植物。分布在印度、缅甸以及中国大陆的西藏、云南等地，生长于海拔1,700米的地区，常生于山地常绿阔叶林中，目前尚未由人工引种栽培。

## 别名
灰栎、铁青冈（云南） 华南柯 泥锥稠

## 异名
- Lithocarpus fenestratus (Roxb.) Rehd. var. brachycarpus A. Camus